# FC Alverca
FC Alverca – portugalski klub piłkarski z siedzibą w Alverca do Ribatejo.

## Historia
Futebol Clube de Alverca został założony 1 września 1939. Do 1995, kiedy to awansowała do Liga de Honra, Alverca występowała w niższych klasach rozgrywkowych. W 1998 klub zajął 3. miejsce i po raz pierwszy w historii awansował do Primeira Liga. W portugalskiej ekstraklasie klub występował przez cztery sezony, zajmując miejsca w dolne części tabeli.
W 2003 Alverca powróciła do pierwszej ligi, ale po zajęciu 16. miejsca spadła do Ligi de Honra. Rok później FC Alverca na skutek problemów finansowych została rozwiązana. Wkrótce klub reaktywowano i nowy klub wystartował w Segunda Divisão Séries 2 (siódma, najniższa klasa rozgrywkowa). W sezonie 2024/2025 Alverca występowała w Liga Portugal 2, gdzie zajęła 2. miejsce i awansowała do Ligi Portugal.

## Sukcesy
- 6 sezonów w Primeira Liga: 1998–2002, 2003–2004, 2025–2026.
- 6 sezonów w Liga Portugal 2: 1995–1998, 2002–2003, 2004–2005, 2024–2025.

## Znani piłkarze w klubie
| - Ricardo Carvalho - Paulo Santos - Bruno Aguiar - Manú - Hugo Leal - Nuno Assis - Maniche - Marco Caneira - * Deco - Lucio Wagner - Ronald García | - Akwá - Marco Airosa - João Martins - Mantorras - André Macanga - Siergiej Owczinnikow - Wasilij Kulkow - Andriej Iwanow - Carlos Fumo Gonçalves - Mickaël Tavares |

## Trenerzy
- António Veloso (1996-2000)
- Jesualdo Ferreira (2000-2001)

## Sezony wPrimeira Liga
| Sezon     | Uzyskane Miejsce |
| --------- | ---------------- |
| 1998-99   | 15               |
| 1999-2000 | 11               |
| 2000-01   | 12               |
| 2001-02   | 18 (spadek)      |
| 2003-04   | 16 (spadek)      |